# Witrugzwaluw
De witrugzwaluw (Cheramoeca leucosterna) is een zangvogel uit de familie Hirundinidae (zwaluwen).

## Verspreiding en leefgebied
Deze soort is endemisch in Australië (behalve in het noorden, zuidoosten en Tasmanië).

## Status
De grootte van de populatie is niet gekwantificeerd maar de soort wordt omschreven als algemeen. Op de Rode lijst van de IUCN heeft deze soort de status niet bedreigd.